# Rio Calnic
O Rio Calnic é um rio da Romênia, afluente do Rio Olt, localizado no distrito de Covasna.